# Angelo Maria Perrino

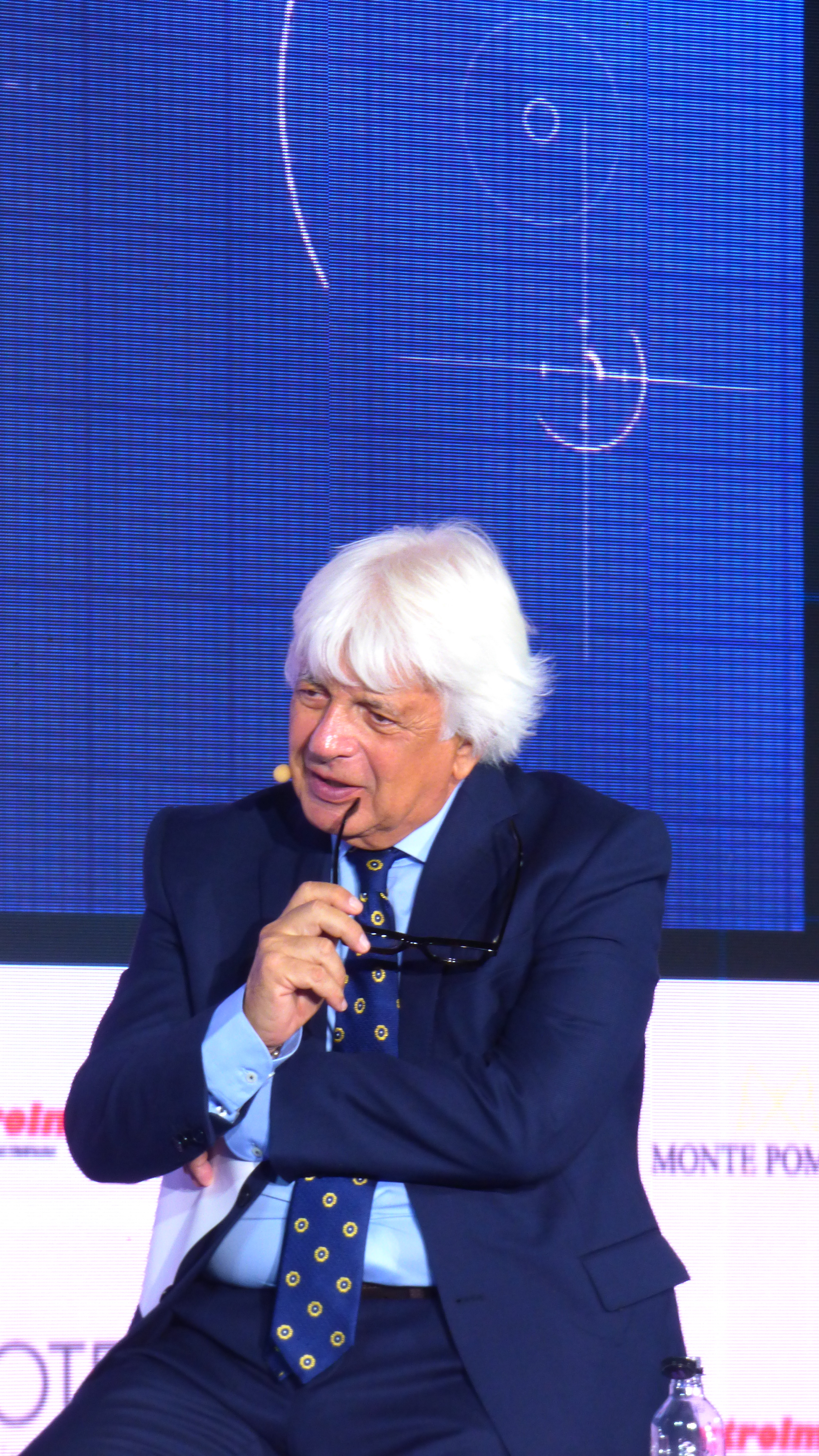
Angelo Maria Perrino durante la manifestazione del giornale affaritaliani.it

Angelo Maria Perrino (Ceglie Messapica, 17 maggio 1954) è un giornalista e opinionista italiano, fondatore e direttore affaritaliani.it. 

## Biografia
Cresciuto in Puglia, figlio di farmacisti e nipote del senatore Vitantonio Perrino si trasferisce a Milano nel 1977 dove si laurea in Filosofia all'Università degli Studi di Milano e dove consegue, presso il Politecnico, il Master in General management.
Inizia la carriera giornalistica nel 1977 a servizio della rivista Panorama dove viene assunto da Lamberto Sechi occupandosi principalmente di attualità, politica ed economia fino al 1985.
Prosegue successivamente la sua carriera giornalistica come inviato speciale al quotidiano Il Giorno, allora diretto da Lino Rizzi, dove nel 1987 diviene vicecaporedattore e responsabile delle pagine di economia e finanza, lanciando l'inserto domenicale di personal business Acontifatti.
Negli anni successivi lavora per ItaliaOggi (1988), del mensile Campus (1989), Milano Finanza (1990).
A cavallo tra 1994 e 1995 fonda Uomini e Affari  e ha l'idea di creare, produrre e condurre in diretta BorsaOggi, telegiornale/talk-show televisivo quotidiano di economia, risparmi e investimenti per Telelombardia.
Nel 1996 lancia affaritaliani.it, il primo quotidiano elettronico via Internet, di cui è direttore responsabile.
Nel 2018 fonda la kermesse di affaritaliani.it, La Piazza, che si tiene a Ceglie Messapica alla fine del mese di agosto con la partecipazione di vari politici nazionali, imprenditori e rappresentanti delle forze sociali.

## Opere e pubblicazioni
- Tutto il calcio venduto per venduto, Mondadori, 1980
- Professione Manager, Mondadori, 1986
- Vita da Manager, Sperling & Kupfer, 1988, con Giancarlo Mazzuca
- Lavoro e professioni nell'era dei social media, Novecento Editore, 2014, (prefazione)